# Robert van Ackeren
Robert van Ackeren (Berlín, 22 de desembre 1946) és un director de cinema, director de fotografia, guionista i Productor de cinema alemany.

## Vida i carrera
Fill de Max i Hildegard van Ackeren, va rebre una càmera de 8 mm de la seva mare quan tenia onze anys i va començar a filmar. Una sèrie de retrats familiars va provocar tensions amb els familiars i desherència. Amb el suport de la seva mare, va treballar al Literarisches Colloquium Berlin de 1962 a 1964 i després va estudiar de 1964 a 1966 al departament de cinema i televisió de l'Escola Tècnica d'Òptica i Tecnologia Fotogràfica de Berlín. Format com a cameraman, van Ackeren va començar a fer les seves pròpies pel·lícules el 1964 i va treballar amb directors com Roland Klick, Klaus Lemke, Werner Schroeter i Rosa von Praunheim.
El 1970 va fundar la companyia Cine Circus amb Manfred M. Schwarz, i el 1972 va fundar Robert van Ackeren Filmproduktion. Les seves pel·lícules posteriors, que va dirigir ell mateix, són majoritàriament imatges irònices de l'alta societat i es caracteritzen per una imatgeria suau i estilitzada. La majoria de vegades posava l'accent en la relació entre homes i dones d'una manera apuntada. El seu major èxit va ser la pel·lícula Die flambierte Frau (1983) amb Gudrun Landgrebe i Mathieu Carrière com a protagonistes.
El 1979 va rebre una plaça com a professor de cinema a la Kölner Werkschulen i, després del seu tancament, es va traslladar a l'Escola d'Art per Mitjans de Colònia (KHM).
L'any 1995, van Ackeren descriu els seus records de la infància i la joventut en una antologia Erinnerungen an Kindheit und Jugend.
El 2003 Robert van Ackeren va ser un dels membres fundadors de l'Acadèmia de Cinema Alemanya.

## Filmografia
D=Director, G=guionista, F=fotografia, P=Producció
- 1966: Jimmy Orpheus (Mittellanger Spielfilm) – F
- 1967: Tamara – F
- 1968: Die endlose Reise (pel·lícla experimental) – G, D, P
- 1968: Bübchen / Der kleine Vampir – F
- 1969: Brandstifter – F
- 1969: Der Kerl liebt mich - und das soll ich glauben? – F
- 1969: Eika Katappa – F
- 1969: Nicaragua – F
- 1970: Drücker – F
- 1970: Deadlock – F
- 1970: Blondie's Number One – G, D, F
- 1970: Nicht der Homosexuelle ist pervers, sondern die Situation, in der er lebt – F
- 1971: Salome (Telefilm) – F
- 1971: Küß mich, Fremder – D, G, F
- 1972: Harlis (alternativ: Eine Handvoll Zärtlichkeit) – D, G, P
- 1975: Der letzte Schrei – D, G, P
- 1977: Belcanto oder Darf eine Nutte schluchzen? – D, G, P
- 1978: Das andere Lächeln (Telefilm) – D, G
- 1980: Die Reinheit des Herzens – D, G
- 1980: Deutschland privat – Eine Anthologie des Volksfilms – D, F, P
- 1982: Querelle – només actor
- 1983: Die flambierte Frau – D, F, P
- 1988: Die Venusfalle – D, F, P
- 1992: Die Wahre Geschichte von Männern und Frauen – D, F, P
- 2007: Deutschland privat – Im Land der bunten Träume – D, F, P (auch Schnitt)